# 播磨勝原站
播磨勝原站（日语：／ Harima-Katsuhara eki */?）是位於兵庫縣姬路市勝原區熊見，西日本旅客鐵道（JR西日本）山陽本線的車站。

## 概要
在未興建此站時，福井縣越美北線（九頭龍線）已有同名的勝原站（讀法為）。因此在建設此站時，此站暫名冠上了舊國名播磨勝原站，在正式決定車站名稱時，舊國名使用名平假名標示，為播磨勝原站。當地人會略稱此站為「播勝」。

## 歷史
此站是姬路市希望建設的車站（請願車站）。車站當初計劃預計於2007年（平成19年）3月18日啟用，但是由於建設工程延誤，最後於2008年（平成20年）3月15日啟用。

### 年表
- 1997年（平成9年）2月16日 - 姬路市把附近一帶名為「新業務據點地區」。
- 2000年（平成12年）9月12日 - 姬路市向JR西日本提交希望建設新站的請願書。
- 2001年（平成13年）6月9日 - 山陽本線英賀保站至網干站之間決定設置新車站。
- 2004年（平成16年）8月7日 - 車站基本構想和設計完成。
- 2005年（平成17年）
  - 5月25日 - JR西日本得到近畿運輸局長的認可申請。
  - 11月26日 - 開始建設車站。車站暫名為播磨勝原站。
- 2007年（平成19年）9月19日 - JR西日本公布正式站名為播磨勝原站。
- 2008年（平成20年）3月15日 - 山陽本線英賀保站至網干站之間新設此站。
- 2010年（平成22年）12月11日 - 引入異常時信息提供系統（日语：アーバンネットワーク運行管理システム#異常時情報提供ディスプレイ）。
- 2013年（平成25年）
  - 5月1日 - 當日起綠色窗口結束營運。
  - 5月2日 - 當日起開設綠色售票機（日语：みどりの券売機）。
- 2015年（平成27年）3月12日 - 進站警告聲停止使用，進站音樂改為JR神戶線標準「細波」音質變更版[2]。

## 構造
車站是一座設有跨站式站房的地面車站，設有2面2線的相對式月台，月台可容納12卡車廂。月台設有候車室。在2008年3月15日啟用時已經設置了升降機，但是沒有電梯。
此站為業務委託車站，由JR西日本交通服務負責車站業務並由姬路站管理。此站曾設有綠色窗口，但是在2013年5月1日結業，翌日由綠色售票機取代。但是在市面的「JR時間表」繼續標示「設置綠色窗口車站」。

### 月台
| 月台 | 路線     | 方向 | 目的地                   | 備註                   |
| ---- | -------- | ---- | ------------------------ | ---------------------- |
| 1    | 山陽本線 | 下行 | 播州赤穗、上郡、岡山方向 | 日間設有赤穗線直通列車 |
| 2    | 山陽本線 | 上行 | 姬路、大阪方向           |                        |

## 時間表
在日間時段，每小時設有4班列車停站。
上行列車中，2班是前往姬路的普通列車。這些列車從播州赤穗出發並可於姬路轉乘新快速。另外2班是從網干出發的普通列車，運行至西明石轉變為快速列車前往大阪方向。在早晩時段，設有列車從岡山方向到達此站，也有更多班次從網干出發，當中包括新快速列車。
下行列車中，2班是從大阪方向的普通列車前往網干，在網干以西沒有列車可以轉乘。另外2班是從姬路出發前往播州赤穗的普通列車。在三個站後的相生與山陽本線分離，直通至赤穗線，在相生可轉乘前往上郡或岡山方向的列車。在早晩時段，此站設有岡山方向的列車班次，而前往網干的列車也有較多班次。　

## 使用情況
在車站啟用前，預計車站每日平均上下車人次會有約5,000人。
根據《兵庫縣統計書》，在2018年（平成30年）度1日平均上車人次為5,347人。
以下為車站近年1日平均上車人次：
| 年度   | 1日平均 上車人次 |
| ------ | ---------------- |
| 2008年 | 2,327            |
| 2009年 | 2,898            |
| 2010年 | 3,349            |
| 2011年 | 3,646            |
| 2012年 | 3,920            |
| 2013年 | 4,395            |
| 2014年 | 4,508            |
| 2015年 | 4,791            |
| 2016年 | 5,015            |
| 2017年 | 5,189            |
| 2018年 | 5,347            |

## 周邊
車站周邊都是住宅區並持續開發中。在2004年12月3日，在車站南面姬路市大津區大津町的AEON姬路大津購物中心（現時為AEON Mall姬路大津）開幕。另外，在車站附近的MaxValu熊見店在車站啟用前於2008年2月20日已經關閉，進行擴展工程，在同年7月10日重新開幕。
在車站前出入口設有旋轉門式收費單車停泊處，此車站啟用日同時啟用。
車站南邊約1公里設有兵庫縣立姬路南高等學校。

## 巴士路線
在車站啟用1星期後，在2008年3月22日起，車站南出口新設巴士站「播磨勝原站」，姬路市營巴士開始使用此巴士站。在2009年3月路線轉讓給神姬巴士。
- 95系統：JR姬路站南出口－播磨勝原站－下太田車廠、下太田住宅

## 相鄰車站
西日本旅客鐵道
 山陽本線（包含赤穗線直通列車）
■新快速、■普通（西明石站以東為快速列車班次）
英賀保－播磨勝原－網干

## 外部連結
- 播磨勝原｜車站資訊：JR出門網 - 西日本旅客鐵道（日語）